# تام گراوس
تام گراوس (به انگلیسی: Tom Graves) نمایندهٔ حوزه انتخابیه چهاردهم جورجیا از حزب جمهوری‌خواه ایالات متحده آمریکا در مجلس نمایندگان ایالات متحده آمریکا است که برای نخستین‌بار در ۸ ژوئن ۲۰۱۰ میلادی به‌عضویت این مجلس درآمد.